# Vallée du Né et ses principaux affluents
Vallée du Né et ses principaux affluents este o arie protejată (sit de importanță comunitară — SCI) din Franța întinsă pe o suprafață de 4.630 ha, integral pe uscat.

## Localizare
Centrul sitului Vallée du Né et ses principaux affluents este situat la coordonatele 45°30′47″N 0°10′22″W / 45.51306°N 0.17278°V.

## Înființare
Situl Vallée du Né et ses principaux affluents a fost declarat arie specială de conservare în baza directivei 92/43 din 1992 referitoare la conservarea habitatelor naturale și a faunei și florei sălbatice pentru a proteja 15 specii de animale.

## Biodiversitate
Situată în ecoregiunea atlantică, aria protejată conține 7 habitate naturale: Pajiști uscate seminaturale și facies de acoperire cu tufișuri pe substraturi calcaroase (Festuco-Brometalia) (* situri importante pentru orhidee), Formațiuni de Juniperus communis pe lande sau pajiști calcaroase, Pajiști umede atlantice temperate cu Erica ciliaris și Erica tetralix, Păduri mixte riverane de Quercus robur, Ulmus laevis și Ulmus minor, Fraxinus excelsior sau Fraxinus angustifolia, de-a lungul marilor râuri (Ulmenion minoris), Păduri aluvionare cu Alnus glutinosa și Fraxinus excelsior (Alno-Padion, Alnion incanae, Salicion albae), Cursuri de apă de la nivel de câmpie la nivel montan, cu vegetație Ranunculion fluitantis și Callitricho-Batrachion, Liziere de ierburi înalte hidrofile de câmpie și de nivel montan până la alpin.
La baza desemnării sitului se află mai multe specii protejate:
- amfibieni (2): izvoraș-cu-burta-galbenă (Bombina variegata), triton cu creastă (Triturus cristatus)
- mamifere (4): liliac cârn (Barbastella barbastellus), vidră de râu (Lutra lutra), nurcă (Mustela lutreola), liliacul mic cu potcoavă (Rhinolophus hipposideros)
- nevertebrate (7): Coenagrion mercuriale, Coenonympha oedippus, fluturele auriu (Euphydryas aurinia), Gomphus graslinii, rădașcă (Lucanus cervus), Oxygastra curtisii, Rosalia alpina
- pești (1): cicar (Lampetra planeri)
- reptile (1): țestoasa de baltă (Emys orbicularis)

Pe lângă speciile protejate, pe teritoriul sitului au mai fost identificate 26 de specii de păsări, 5 specii de amfibieni, 8 specii de mamifere, 2 specii de reptile.